# Тьо (податок)
Тьо (яп. 調, ちょう, «товарне», «поголівне») — один з основних податків в стародавній Японії 7 — 10 століть, часів системи ріцурьо.
У 7 столітті одиницею оподаткування виступали певна сім'я (двір) та її земельни наділи, а з 8 століття об'єктом оподаткування стали лише чоловіки такої сім'ї.
Сплачувався у вигляді особливих товарів регіону, звідки походили ті, хто підлягав оподаткуванню. Традиційно як податок підносили шовкові чи бавовняні нитки, залізо, мотики, різноманітні морепродукти. 
Оподатковані були зобов'язані власноруч принести податок представникам столичної адміністрації.